# Crostada

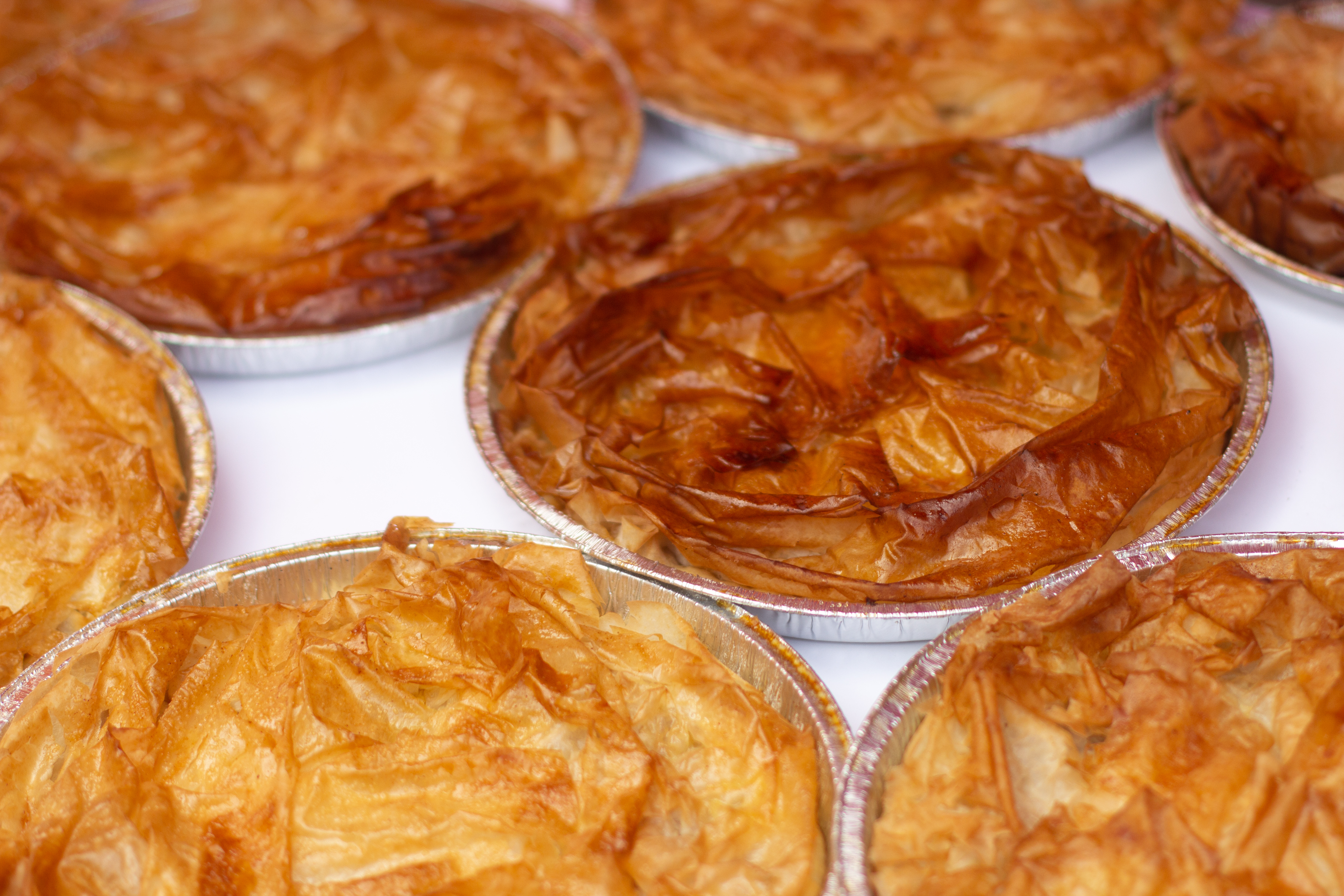
Croustade en Arcachón (Aquitania, Francia).

La crostada es una tarta tradicional extendida a lo largo de los Pirineos y que desde la época medieval forma parte de su cocina popular de oeste a este tanto en la vertiente norte como en el sur. Su nombre, coincidente en catalán y en occitano, crostada, proviene de «costra», ya que se caracteriza por ser cubierta de una pasta de finísimas capas crujientes, algo del estilo de varias capas de pasta filo o también algo similar a la pasta de hojaldre. Entre este «bocadillo» de finas capas crujientes se suele poner una fruta fresca de temporada (a menudo manzana, pera o arándanos en verano, etc.), a veces empapada en algún licor local. También los hay rellenas con queso de montaña, de mermelada y de miel. La superficie se cubre de azúcar glas. Se come fría o también caliente en el invierno.
Seguramente su origen es árabe y se sabe que fue introducido en los Pirineos en el Medievo. Tradicionalmente se hacían en grandes cantidades en las fiestas mayores, aunque ahora se hacen todo el año. Se hace una entera y se corta a pequeñas rebanadas con mucho cuidado de no romper demasiado las láminas.

## Crostada salada
En la época medieval existían versiones saladas rellenas de carne picada aromatizada con licor, o pescado, que ahora son menos frecuentes. Algunas se extendieron a otros lugares, adaptándolas a los ingredientes locales, y en algunos todavía se hacen, como por ejemplo la de tordos en Córcega, la de langosta en Mallorca o la de anchoas en Colliure.
Algunas preparaciones similares a las crostadas saladas son las empanadas saladas, como la empanada gallega de pescado o las de carne guisada británicas (pie). En Occitania existen empanadas saladas llamadas pastel en occitano y paté francés, como por ejemplo el pastel de patata. En el norte de Francia, donde la carne servida dentro de una costra de hojaldre estuvo de moda, también se han naturalizado y adaptado al gusto parisino algunas crostadas, empanadas y patés salados de carne.